# XBLADE
『XBLADE』（クロスブレイド）は、イダタツヒコ（原作）、士貴智志（漫画）による日本の漫画作品。『月刊少年シリウス』（講談社）にて2007年1月号から2013年10月号まで連載。
イダの作品『BLADE』の続編にあたる。同作品の4年後の東京を舞台とするバトルアクションであり、メインキャラクターは同作とは異なるものの、重要登場人物の中には同作のキャラクターも含まれている。

## あらすじ
4年前、東京上空から膨大な質量の「何か」が落下し、東京23区の半ばが壊滅した。その原因不明の未曽有の大災厄から唯一救出されたのが主人公・杜咲春海（以下、「ハル」という）である。大災厄から4年後、高校生のハルは偶然ある事件に巻き込まれたことから目醒めずの化性応身刀・真名を手にする。ハルが真名を手にしたことで真名は覚醒し、人の姿になってハルの前に現れる。やがて2人は、それぞれの目的のために生死をかけた激しい戦いの日々に身を置いていくことになる。

## 舞台設定
物語の舞台は、東京およびその近郊地域で進行する。4年前の東京大災厄により東京23区は壊滅状態にあるため、首都機能は茨城県の中心部に移転されている。新国会議事堂も茨城県に設置されている（形は実際のものと同じ）。茨城県土浦市が新都心となっている。

## 登場人物

### 主人公ら
杜咲 春海（もりさき はるみ）
この物語の主人公。（男女どちらにもとれる名前だが）男性。4年前の大災厄で「東京第十三区」から救出された唯一の人物。この大災厄により家族を失い、現在は一人暮らしをしている。高校生。周囲からは「ハル」と呼ばれている。額の傷は家族を失ったときにできたものである。
本来、化性応身刀は使い手のみにしか反応しないにもかかわらず、初めて真名を手にしたときに真名を覚醒させる。真名が覚醒したのは、原因はまだ明らかになっていないが、ハルの中に真名の使い手である空士朗がいるためである。ハルは「刀」から現れた少女・真名に一目惚れをする。
小学校までは幼馴染であるカズナリとともに御嶽伴成に剣道を習っていたが、ハルは途中で止めてしまっている。ただ、その後クリスに完膚なきまでに叩きのめされたことから、改めて御嶽伴成に師事し古流剣術（示現流）を習い始める。
非常に動体視力が良く、街のチンピラ程度の攻撃はスローモーションのように全部見えるとのこと。発射された銃弾自体は見えないものの、発射の瞬間と方向を見極めることで銃弾をかわしたことがある。
東京第十三区にいるときに起きた出来事に囚われており、真名と出会ったことで真名とともに東京第十三区に向かうことを決意する。
勉強はできない。バカである。
真名（まな）
現存する希少な化性応身刀の美少女。約360年前から日光東照宮に封じられていたが、ハルが手にしたことにより覚醒した。腰までの長さの黒髪で日本人形のように前髪は揃っている（いわゆる、「ぱっつん」）。葵機関からは「真名姫」、「姫」と呼ばれている。
食事に対する執着心が強く、腹が減るととにかく腹が鳴る。華奢で儚げな容姿ではあるが、ハルに対する態度は基本的に高圧的。また、腹が減ると手足をジタバタさせて駄々をこねるそぶりも見せる。
真名がハルと出会う前に眠りについたのは慶安2年頃、西暦にすれば1649年であるから約360年間眠り続けていたことになる。
現代の世界に適応できるようにするため日中はハルの部屋でひたすらテレビを見て研究している。そして、覚えたことを帰ってきたハルに誇らしげに披露するが内容はめちゃくちゃである。また、料理番組を見てハルに料理を作ってあげるが、まずい。
胸にコンプレックスを持っているのか、巨乳を認めようとしない。雑誌のグラビアアイドルを見て「この乳はウソだろう」とハルに確認したりクリスの胸を「嘘乳」呼ばわりするが、本物と知ってショックを受ける。
歌織 早苗（かおり さなえ）
ハルの幼馴染。背が高くモデル体型のメガネ美人だが、気が強くて手が早く、幼馴染三人組の中で一番発言力が強い。
食事処にはこだわりがあるらしく、手帳に飲食店の情報がびっしりと書き込まれている。
御嶽 和也（みたけ かずなり）
ハルの幼馴染。家は昔から続いている剣術道場だが、和也は｢剣道｣しか知らない。高校では剣道部のエースであるが、ハルや早苗の前では頼りない。元々ハルに対して言いようのないコンプレックスを持っており、ハルが剣道をやめていた事でバランスが取れていたが、応身刀を巡る争いに巻き込まれたハルが自分の及ばない実力を得ていた事に気付き、削羅に腕を切り落とされた事を境に精神を病み始める。
偶然出会った応身刀の使い手に剣術の強さを求めるが、使い手が蒼慈の「剣道」に敗れた事で一層不安定になって行く。陣の誘惑から早苗に応身刀になってくれるように求めたが拒絶され、姿を消した。
御嶽 伴成（みたけ ともなり）
カズナリの祖父であり、念流の系譜にある古流剣術を継承する道場主である。ただし、普段稽古をつけているのは剣道のみである。
「でんすけ」（おそらく和菓子屋）の特大豆大福が好物である。
クリスの祖父とは古い知り合いらしい。
久藤 清一（くどう せいいち）
大学剣道界のホープだったが、ある時を境に剣道界から身を引く。以来、独自に古流剣術を極める旅に出て、今は御嶽家に身を寄せている。ハルに示現流剣術を教える。真行寺武美の師匠でもある。
杜咲 秋樹（もりさき あき）
ハルの妹。東京大災厄の際に両親とともに死亡したとされる。

### 日本政府
松平（まつだいら）
葵機関を麾下に置く与党代議士。ハルたちをサポートしてはいるが、何を企んでいるかは分からない。
八重垣 木乃恵（やえがき このえ）
陸上自衛隊から葵機関に出向している。一等陸尉。大災厄の後、東京第十三区からハルを救出した人物である。
神刀「鬼ころし」の使い手。この刀は大酒呑みで良い酒を与えないと切れ味が落ちると言う神刀と言うよりは「妖刀」に近い刀である。

#### 葵機関
香川
真名と行動をともにしている。役目は護衛だが、戦力的にはあまり役に立たない。

### 英国秘儀結社連合
草門 クリス（くさかど クリス）
機関と協力体制にある英国秘儀結社連合のクルセイダー。応身刀を砕くソードブレイカーであるブレイドクラッシャーを操る。ハルと真名のボディーガードにつくが、削羅に刺され戦線離脱する。
ハルたちのボディーガードである一方で監視役も務める。その務めを果たすため、ハルのクラスにイギリスからの留学生として転校してくる。年齢はハルたちと同じ17歳。
アレックス・ボイル
負傷したクリスの代わりにハルと真名の護衛として派遣されてきたクルセイダー。コードネームは「コンカラー（制圧者）」。クルセイダーの中でも精鋭である「騎士団」の一員である。
無愛想だが、服装の汚れが許せないお茶目な性格をしている。真名の着物の染みを取ってやる。5人の子供の父親である。八重垣には勝手にホモセクシャルだと思われている。
ルル・劉（ルル・ラウ）
アレックスと同じくハルたちの護衛のために派遣されたクルセイダー。コードネームは「チャイナドール」。無口でまったく喋らないが、非常に食い意地が張っており腹が減ると動けなくなる。

### ヤマタ
天草 四郎（あまくさ しろう）
またの名を益田四郎時貞。ヤマタの現統括者である。370年以上青年の姿で生きてきた稀代の魔術師。

#### ななつさや
蘇芳（すおう）
ななつさやのリーダー。応身刀の名は「冠奈（かんな）」。
不二丸（ふじまる）
ななつさやの一員として化性応身刀「真名」を日光東照宮から奪取して葵機関から追われる。その際にハルと出会い「真名」をハルに預けたことから物語がスタートする。
ななつさやを抜け、ハルたちと行動を共にするようになる。
蒼慈（そうじ）
ななつさや最年少にして、不二丸が天才と認める屈指の剣の使い手。応身刀弐式の名は「四ノ宮柄沙（しのみやつかさ）」。四ノ宮は周囲の者に自分のことを「シノヅカ」と呼ばせている。そう呼ばないと怒る。
蒼慈とシノヅカはななつさやから姿をくらまし、自由に生活し始める。のちに早苗と行動をともにし始める。蒼慈は戦闘以外はダメ男であり、シノヅカのヒモと化している。
緋澄（ひずみ）
ななつさやの女剣術使い。化性応身刀弐式は彼女の弟達（双子）である。
削羅（さくら）
斬馬刀使いである。その斬馬刀は化性応身刀弐式であり名前は「沙樹（さき）」。沙樹はクリスのブレイドクラッシャーによって破壊される。
その後、ハルのクラスメートである「福原美須々（ふくはらみすず）」を2代目の応身刀とするが、ハルに斃される。
二尾（にび）
十文字鎌槍の使い手であるが、普通のサラリーマンのような姿をしている。使用している十文字鎌槍は化性応身刀弐式である。空士朗を宿したハルに真名で両断されて死亡する。
空五倍子（うつぶし）
一刀流の伝い手で突きを得意とする。使用している刀は化性応身刀弐式である。二尾とともにハルに斃される。
銅金（どうがね）
ななつさやの下で工作活動に従事する剣術使い。下っ端であり、車の運転手などをさせられていた。不二丸がハルを逃がしたことを知り、それをななつさやに報告することで不二丸の地位を取って代わろうとするが、不二丸に斬殺される。

### その他
空士朗（くうしろう）
約360年前に真名の使い手だった男。なぜか今はハルの裡（うち）に眠っているらしい。
陣（じん）
陣というのは日本での通称であり、本名は「ジーン・エスターク」である。化性応身刀の生みの親である錬金術師。
真行寺 武美（しんぎょうじ たけみ）、三郎（さぶろう）
三郎の応身刀が武美である。前作『BLADE』の主人公。東京第十三区内にいることだけ明らかになっている。武美の師匠が久藤清一であり、久藤は武美と三郎の安否を気にしている。
賀夜 奈留美（かや なるみ）
ヤマタの天草四郎の前の「ヒメ」である。
百眼（ひゃくめ）
奈留美専属の剣士。元ヤマタの諜報・暗殺部隊長であって最強のニンジャマスター。

## 用語解説
東京第十三区（とうきょうだいじゅうさんく）
東京大災厄の際にヤマタが出現し壊滅状態にある「東京封鎖区域」のこと。「黄泉軍（よもついくさ）」と呼ばれる異形が出現する。
三種の神器
神鏡ツクヨミ、宝珠アマテラス、魔剣スサノオのことをいう。このうちアマテラスとスサノオが化性応身刀の材料として使われている。
化性応身刀（けしょうおうじんとう）
「人から刀を打つ、人の身をやいばに変える」外法の業によって成立した刀。普段は人間の姿をしており、刀とは言え真名は自分のことを人間であると説明している。戦闘時には使い手の呼びかけに応じて刀へと変化する。
化性応身刀になるための儀式は相当つらいものであるらしく、炉の中で自分の体が消えていき魂だけが剥き出しになるようなおぞましい感覚がすると表現されている。ただ、化性応身刀には無理やりさせられるのではなく、使い手である想い人のために自らの身を捧げてなるものである。応身刀が使い手にしか反応しないのはそのためであろう。ハルが最初に真名を使おうとしたとき、真名の使い手は空士朗であるため赤面しつつ「私はそんな尻の軽い女ではない!!」と表現している。
使い手が死ねば、つがいである化性応身刀も命を共にする。
化性応身刀弐式（けしょうおうじんとう にしき）
ななつさやが使う化性応身刀のまがいものであり、オリジナルの化性応身刀性能が大きく異なる。ただ、使い手が死んだ場合に応身刀も崩壊するというルールはオリジナルと同様である。
葵機関（あおいきかん）
銃器を使う特殊部隊や剣術使いを擁する日本政府の特務機関である。東照宮で真名を管理下に置いていた。
徳川の意思を継ぐとされているが、それが何を意味するのか詳細はまだ明らかになっていない。
ヤマタ
古いこの世の物ならざる島のこと。この世とあの世の間にあり、普段その姿は見えないが時に何者かの呼びかけに応えて現れるという。4年前の東京第災厄の際に上空に現れたのは、実は逆さまに出現したヤマタであった。
やまたは日本にかつて存在した5番目の州であり日本を統治していた。しかし、ヤマタは日本の歴史から忽然と姿を消し、日本の支配権が争われる局面になると大きな関わりを見せる。現在は日本政府と敵対関係にある。
ななつさや
ハルの表現を借りれば「ヤマタの特攻隊」。日本政府側に葵機関があるのと同様、ヤマタの実働部隊である。
一目連
ヤマタの諜報部門。

## 単行本

### 改題
雑誌上では当初のタイトルのまま連載を続行しながら、単行本では途中から改題している。単行本としての『XBLADE』は全12巻で完結とし、以後は『XBLADE+ -CROSS-』（クロスブレイドクロス）というタイトルで第1巻から刊行する。『シリウス』2011年3月号に掲載された『XBLADE』X.50話が『XBLADE+ -CROSS-』第1巻X+.01話になる。
なお、『XBLADE+ -CROSS-』の表記には様々なバリエーションがある。
- XBLADE+ -CROSS- : 奥付の表記
- XBLADE CROSS : 題字の表記。「CROSS」は大きな十字架の中に書かれている。
- ×BLADE ＋CROSS : 単行本カバー折り返しにある表記
- クロスブレイド＋クロス : 仮名表記

### リスト
シリウスKCより刊行。
- XBLADE
  1. 2007年3月23日発売[1]、ISBN 978-4-06-373064-7
  2. 2007年9月6日発売[1]、ISBN 978-4-06-373083-8
  3. 2008年2月22日発売[1]、ISBN 978-4-06-373101-9
  4. 2008年6月23日発売[1]、ISBN 978-4-06-373121-7
  5. 2008年11月21日発売[1]、ISBN 978-4-06-373144-6
  6. 2009年4月23日発売[1]、ISBN 978-4-06-373155-2
  7. 2009年7月23日発売[1]、ISBN 978-4-06-373180-4
  8. 2009年10月23日発売[1]、ISBN 978-4-06-373191-0
  9. 2010年2月23日発売[1]、ISBN 978-4-06-376208-2
  10. 2010年7月9日発売[1]、ISBN 978-4-06-376226-6
  11. 2010年10月8日発売[1]、ISBN 978-4-06-376238-9
  12. 2011年2月9日発売[1]、ISBN 978-4-06-376251-8
- XBLADE+ -CROSS-
  1. 2011年7月8日発売[1]、ISBN 978-4-06-376271-6
  2. 2011年11月9日発売[1]、ISBN 978-4-06-376302-7
  3. 2012年3月9日発売[1]、ISBN 978-4-06-376327-0
  4. 2012年7月9日発売[1]、ISBN 978-4-06-376349-2
  5. 2012年11月9日発売[1]、ISBN 978-4-06-376367-6
  6. 2013年3月8日発売[1]、ISBN 978-4-06-376386-7
  7. 2013年8月9日発売[1]、ISBN 978-4-06-376409-3
  8. 2013年11月8日発売[1]、ISBN 978-4-06-376428-4